# Mika Väyrynen
Mika Väyrynen (født 28. december 1981 i Eskilstuna, Sverige) er en finsk tidligere fodboldspiller (central midtbane).
Väyrynen spillede en stor del af sin karriere i Holland, hvor han blandt andet vandt to mesterskaber med PSV Eindhoven og en pokaltitel med Heerenveen. I hjemlandet vandt han tre mesterskaber med HJK Helsinki og havde også ophold hos både Leeds United i England og LA Galaxy i USA.
Väyrynen spillede desuden, over en periode på hele 14 år, 62 landskampe for Finland, hvori han scorede 5 mål. Han debuterede i et opgør mod Sydkorea i marts 2002.

## Titler
Æresdivisionen
- 2006 og 2007 med PSV Eindhoven

KNVB Cup
- 2009 med Heerenveen

Veikkausliiga
- 2012, 2013 og 2014 med HJK Helsinki

Suomen Cup
- 2014 med HJK Helsinki